# 성동구 (2000년 선거구)
성동구는 대한민국의 옛 국회의원 선거구였다. 대한민국 제16대 국회에서 존재했다. 당시 서울특별시 성동구 지역을 관할했다.

## 역사
제16대 국회의원 선거를 앞두고 성동구 갑 선거구와 성동구 을 선거구가 합쳐지면서 신설되었다. 
제17대 국회의원 선거를 앞두고 성동구 선거구가 다시 성동구 갑과 성동구 을로 분구되면서 폐지되었다.

## 관할 구역
| 대수 | 관할 구역   |
| ---- | ----------- |
| 16대 | 성동구 일원 |

## 역대 국회의원
| 선거   | 정당 | 정당         | 의원   |
| ------ | ---- | ------------ | ------ |
| 2000년 |      | 새천년민주당 | 임종석 |

## 역대 선거 결과

### 대한민국 제16대 국회의원 선거
|  | 48.39% |

|  | 38.86% |

|  | 8.66% |

|  | 2.29% |

|  | 1.38% |

|  | 0.39% |